# Municipio de San Marcos (kommun)
Municipio de San Marcos är en kommun i Guatemala.   Den ligger i departementet Departamento de San Marcos, i den västra delen av landet, 140 km väster om huvudstaden Guatemala City.
Följande samhällen finns i Municipio de San Marcos:
- San Marcos